# Kroon (plant)

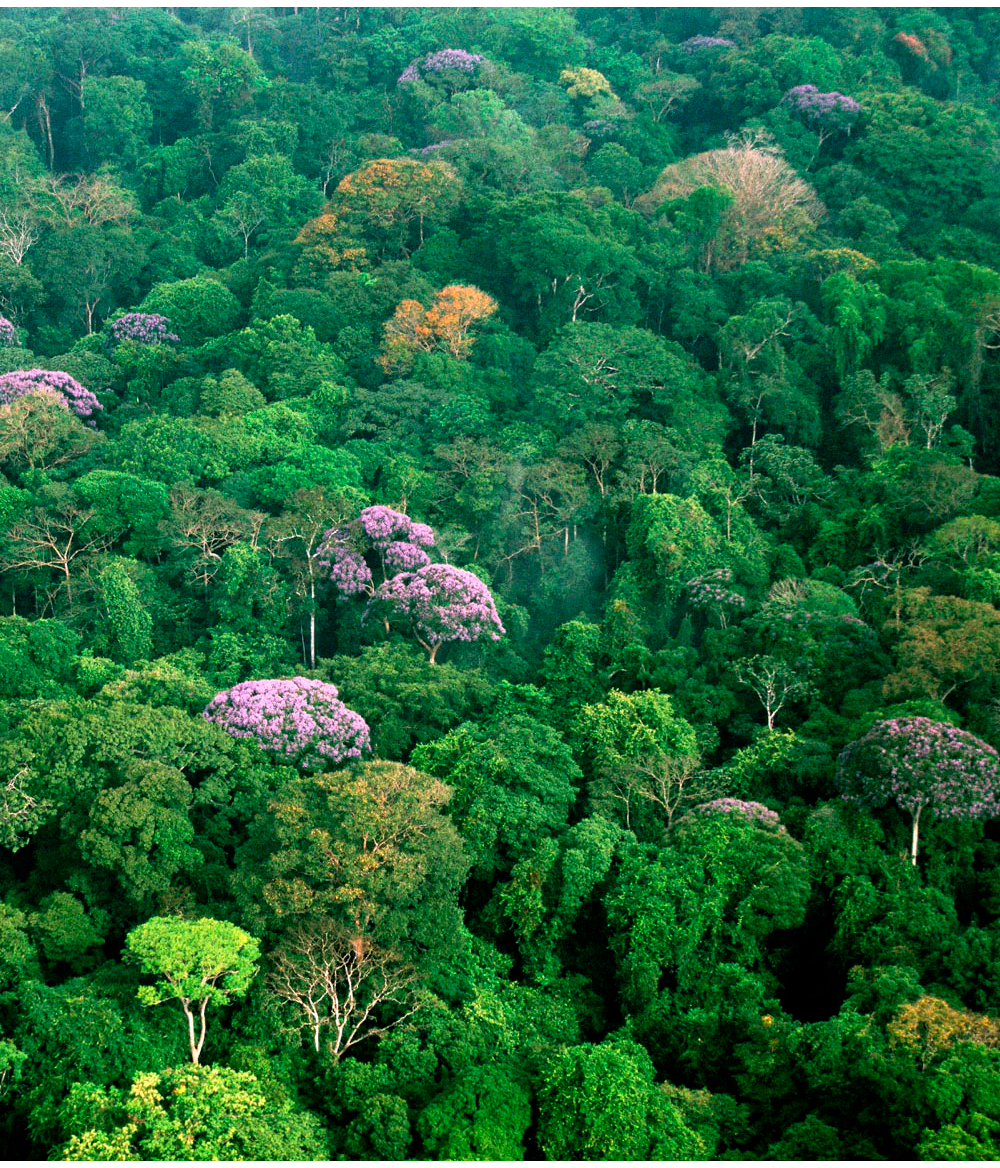
Bomenkronen van het tropisch regenwoud op Barro Colorado-eiland, Panama

De kroon of kruin is het bovenste gedeelte van een boom; hij wordt gedragen door de stam en omvat de takken met daaraan de bladeren.
De dichtheid van een boomkroon kan variëren van ijl tot dicht bebladerd. Bij dichte bebladering komt er geen licht meer op de grond en is er dus weinig ondergroei mogelijk. Een voorbeeld hiervan is de Amerikaanse eik. Een zachte berk daarentegen is ijl, waardoor er veel ondergroei mogelijk is.
De boomkroon is een leefruimte voor veel organismen, zoals vele vogels, apen en insecten. In het tropisch regenwoud is de bovenkant van de kronen vaak bedekt met epifyten, zoals orchideeën en Bromeliaceae. Ook komen er parasieten (maretak) en Mycoplasma's (heksenbezem) voor.
De inplantingshoek ten opzichte van de stam bepaalt voor een belangrijk deel de vorm van de kroon. Bij een zuilvorm staan de takken onder een zeer kleine hoek en bij een ronde vorm onder een hoek van 90°. Een piramidale vorm zit daartussenin. Er worden de volgende kroonvormen onderscheiden:
- Koepelvormig
- Scherm
- Vaas
- Rond, bolrond
- Eivormig
- Ovaal
- Piramidaal
- Zuilvorm (fastiagata)
- Treur (pendula)

## Fotogalerij

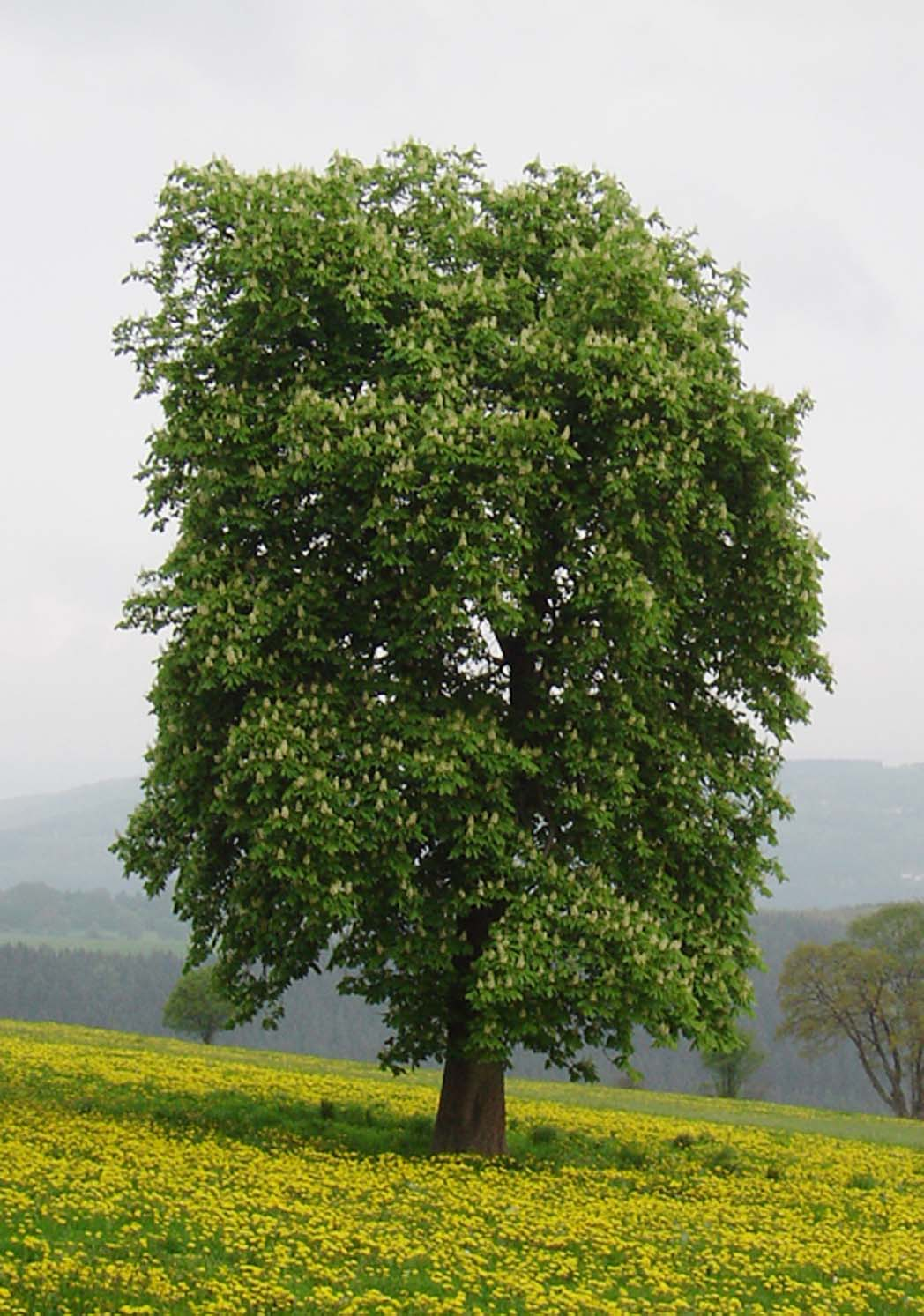
Witte paardekastanje met koepelvormige kroon
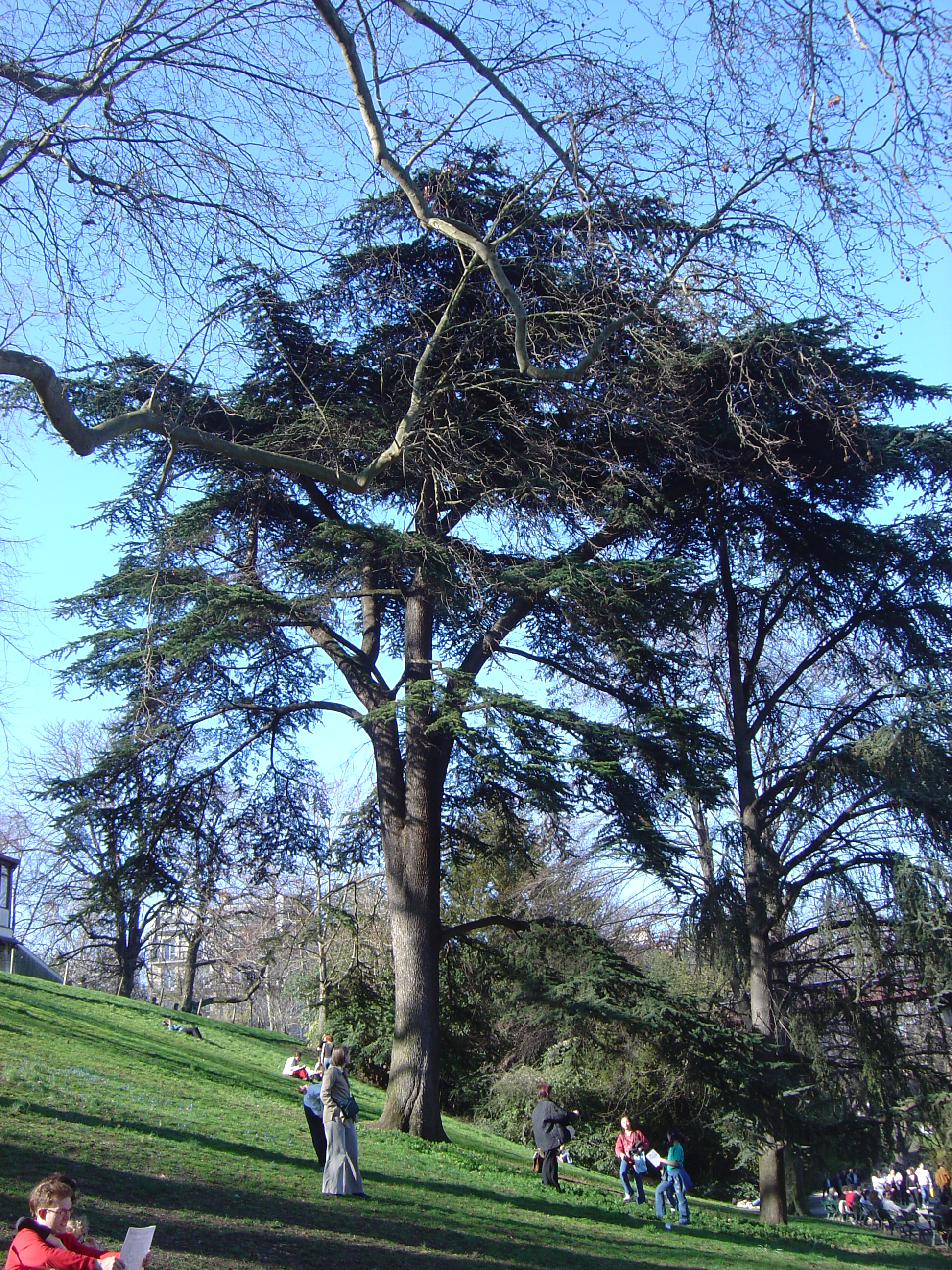
Libanonceder met schermvormige kroon
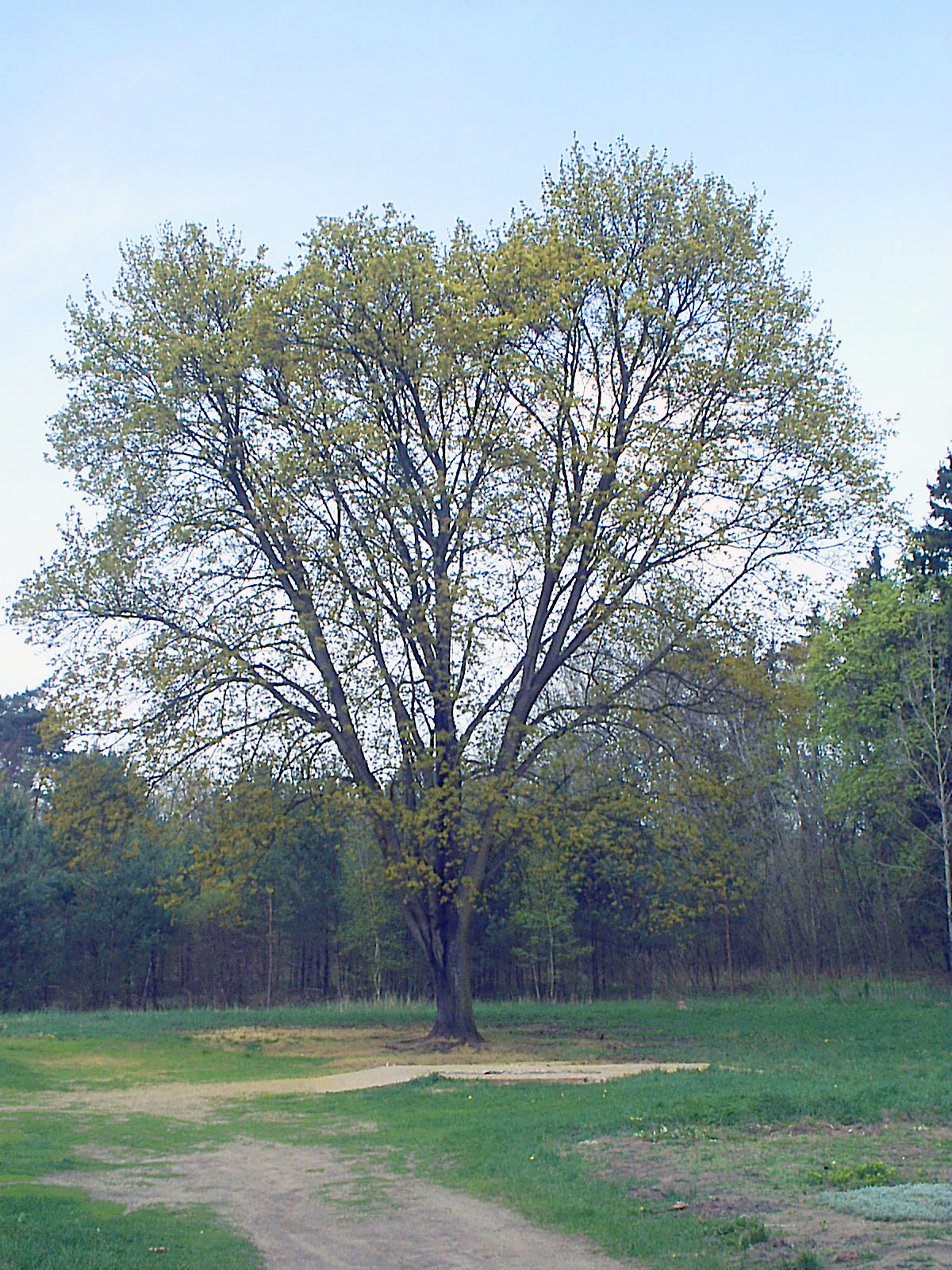
Esdoorn met vaasvormige kroon
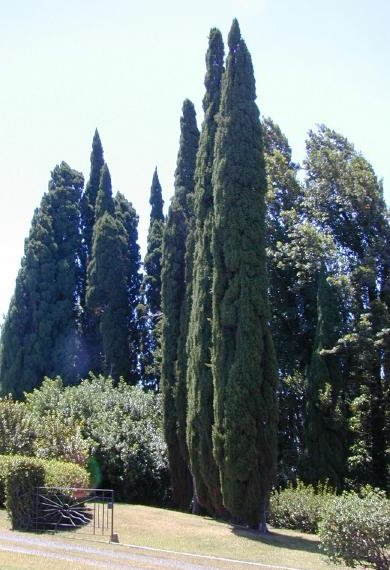
Italiaanse cipres met zuilvormige kroon
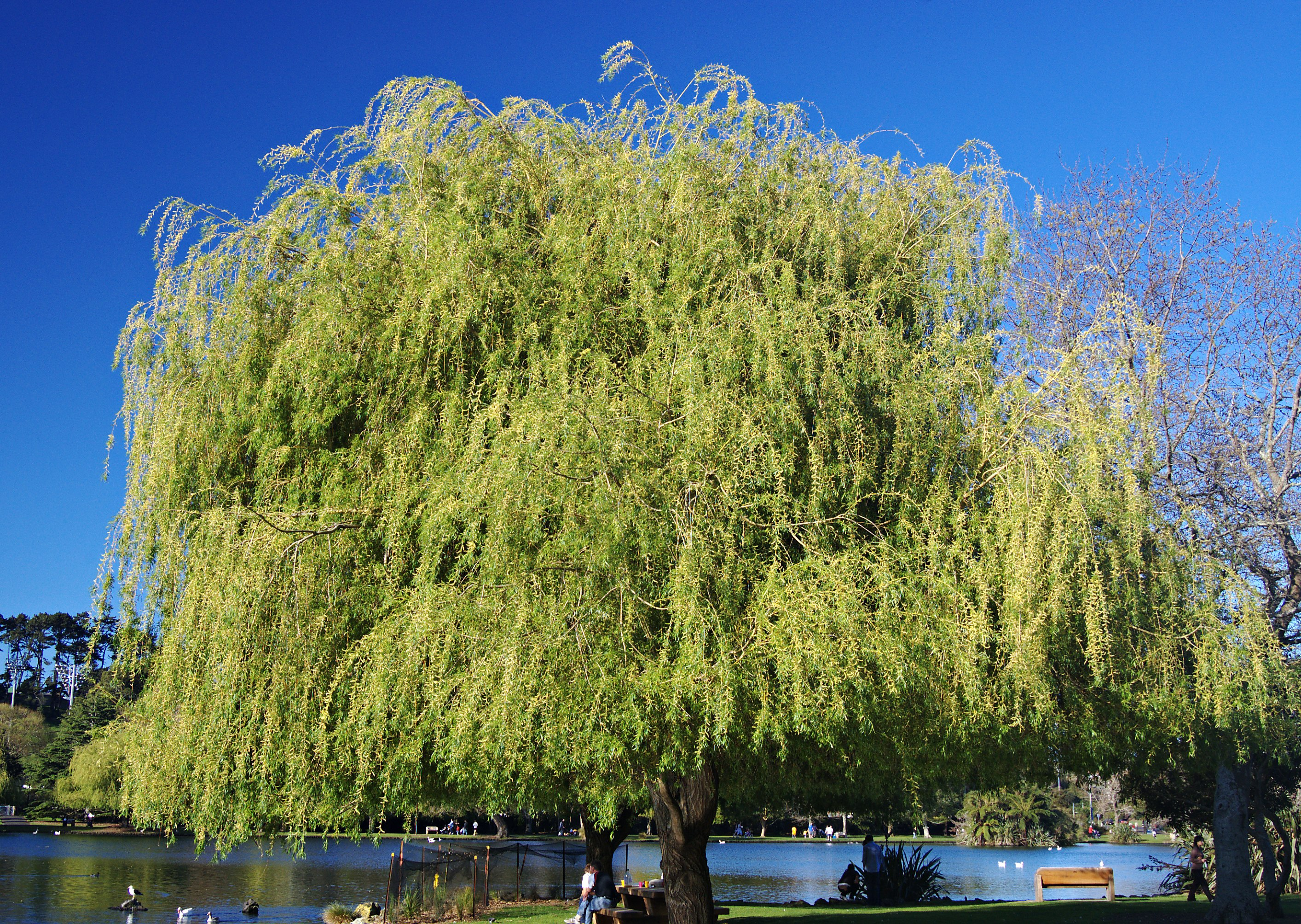
Treurwilg met hangende takken
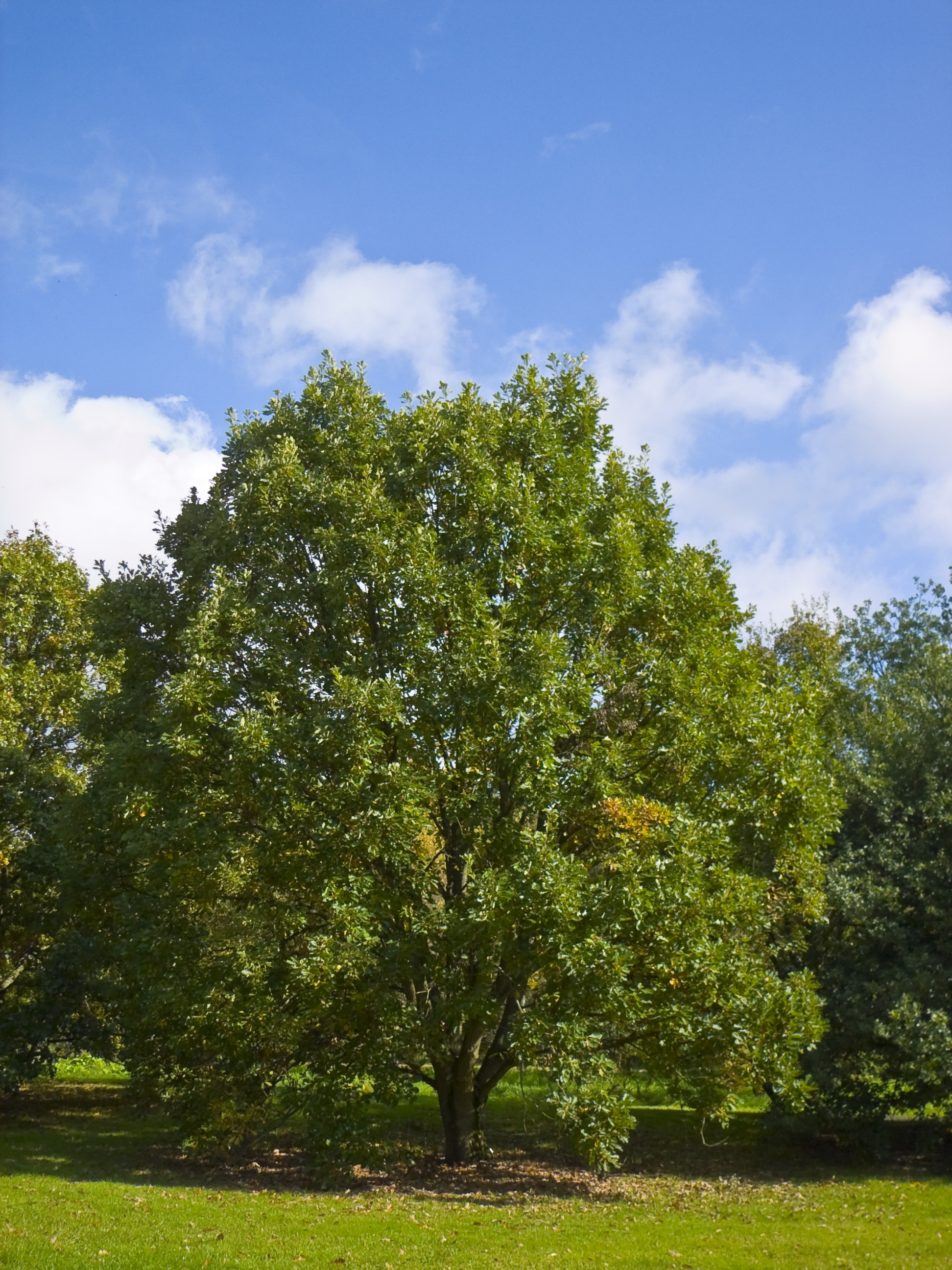
Tweekleurige eik met ronde kroon
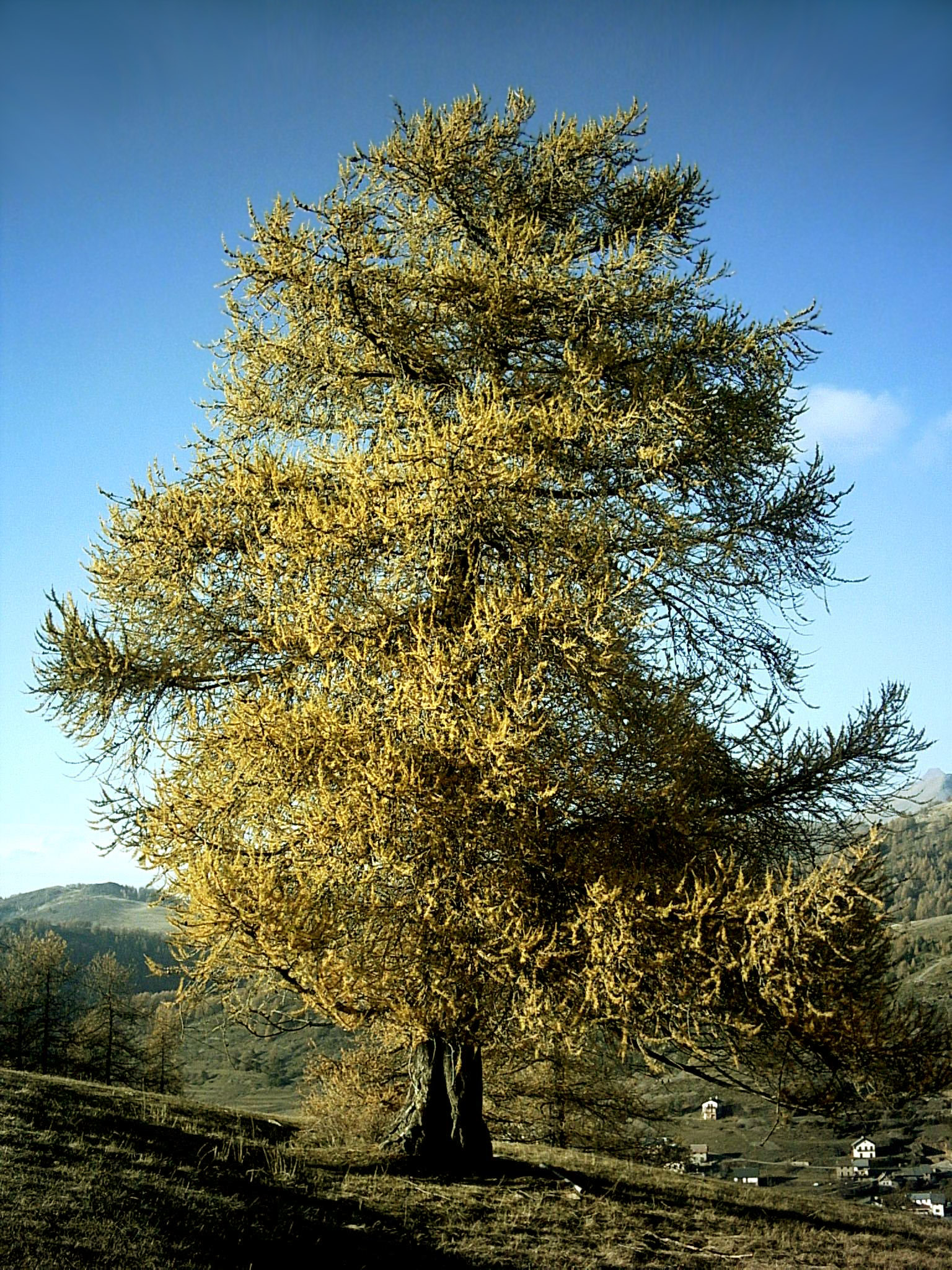
Europese lork met eivormige kroon
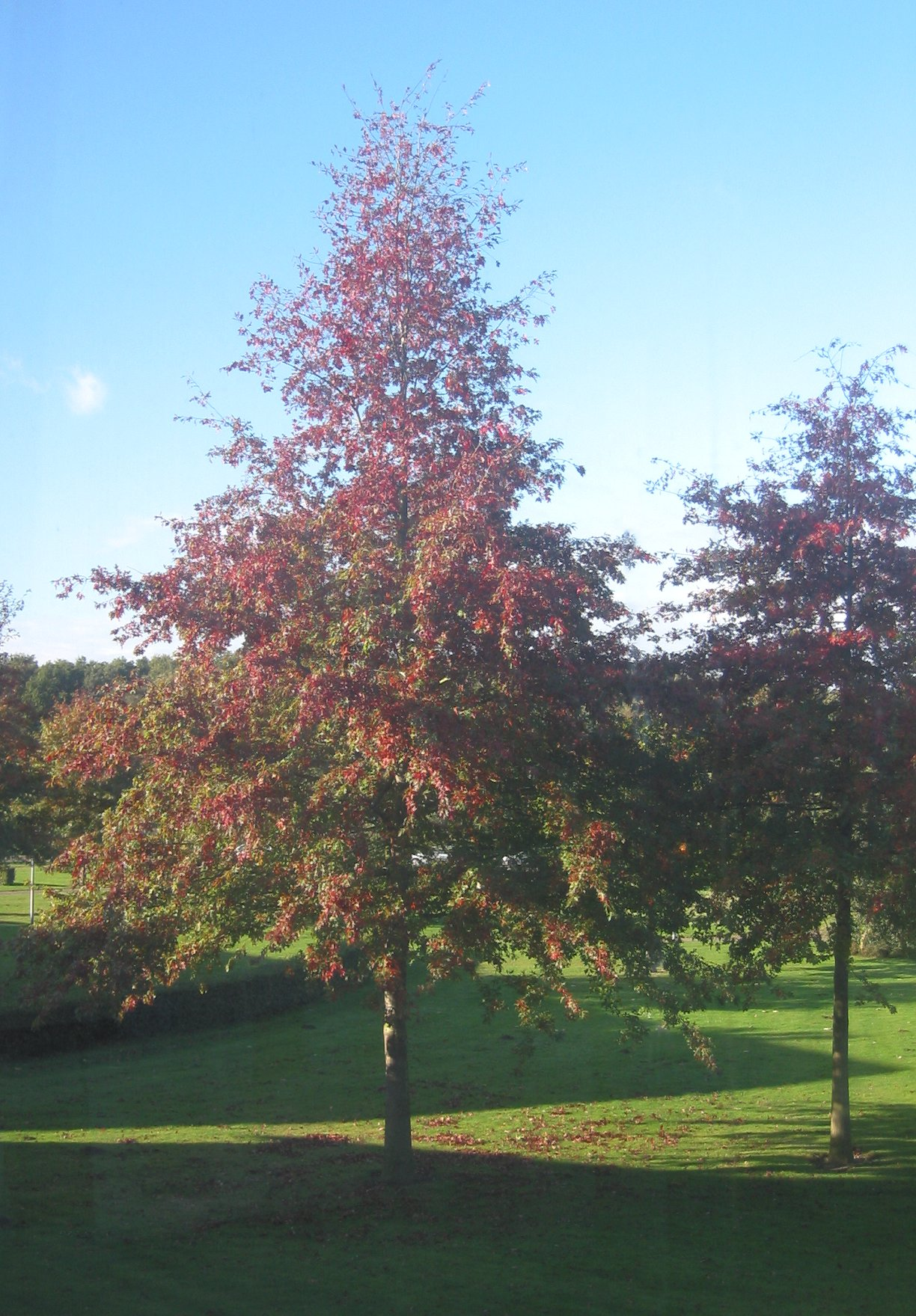
Moeraseik met piramidale kroonvorm
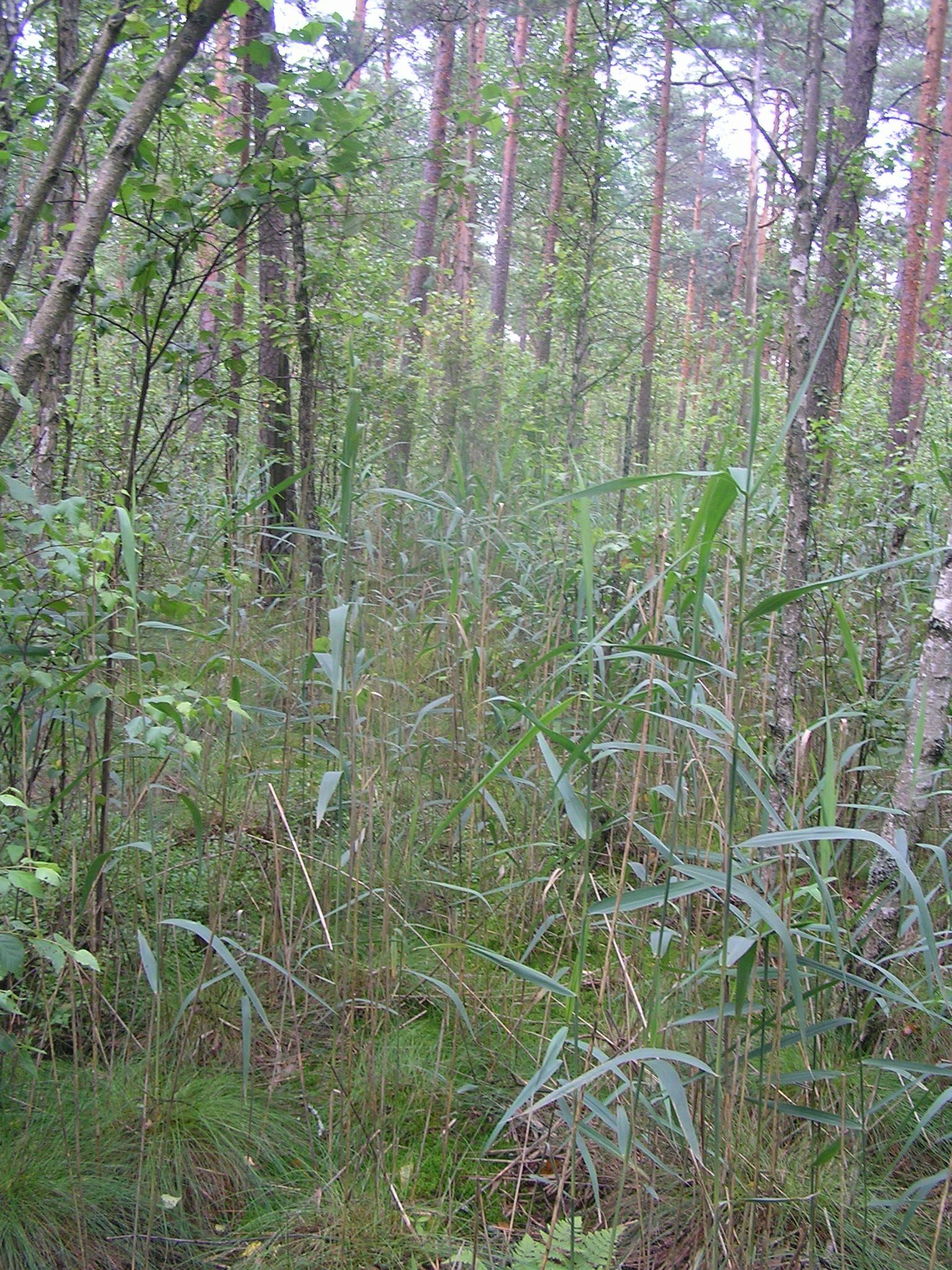
Zachte berk met veel ondergroei